# Muzio Manfredi
Muzio Manfredi (Cesena, vers 1535 - Rome, octobre 1609) est un poète et un dramaturge italien actif au XVIe siècle.

## Biographie
Né dans une famille noble de Faenza, il termine ses études à Ravenne. En 1552, il part à Rome pour participer à plusieurs résidences de la noblesse romaine, il y reste plus de vingt ans. En 1575, il part à Bologne et publie une thèse sur la Lettione (un sonnet de Galeazzo Rossi). La même année, il publie Per donne romane un anthologie de poèmes d'auteurs variés.
On ne connaît pas la durée exacte de son séjour à Bologne, mais en 1580 il est à Parme où il est membre de l'académie de Nameless. C'est durant cette période qu'il écrit sa première pièce, la tragédie Semiramis qui malgré de nombreux essais n'a jamais été représentée durant la vie de Manfredi.
En 1582, il est à Ferrare où il assiste à une représentation de Concerto delle donne réservée uniquement à l'époque aux membres de la cour d'Alphonse II d'Este.

## Source
- (it) Cet article est partiellement ou en totalité issu de l’article de Wikipédia en italien intitulé « Muzio Manfredi » (voir la liste des auteurs).